# تياغو بينتو بورغز
تياغو بينتو بورغز هو لاعب كرة قدم برازيلي في مركز الوسط، ولد في 22 أكتوبر 1988 في ساو باولو في البرازيل. لعب مع نادي إيسبيرغ.

## وصلات خارجية
- تياغو بينتو بورغز على موقع اتحاد السويد (السويدية)
- تياغو بينتو بورغز على موقع قاعدة بيانات كرة القدم.إي يو (الإنجليزية)
- تياغو بينتو بورغز على موقع Soccerway.com (الإنجليزية)